# Kritički dizajn
Kritički dizajn koristi prijedloge dizajnerske fikcije i spekulativnog dizajna kako bi iskušao pretpostavke i koncepcije o ulozi predmeta u svakodnevnom životu. Kritički dizajn ima sličnu ulogu kao dizajn proizvoda, ali ne naglašava komercijalnu svrhu ili fizičku korisnost predmeta. Uglavnom se koristi za dijeljenje kritičke perspektive ili za poticanje rasprave, uz povećanje svijesti o društvenim, kulturnim ili etičkim pitanjima u očima javnosti. Kritički dizajn popularizirali su Anthony Dunne i Fiona Raby putem svoje tvrtke Dunne & amp; Raby.
Kritički dizajn može učiniti aspekte budućnosti fizički prisutnima kako bi izazvao reakciju. "Kritički dizajn je kritička misao prevedena u materijalnost. Radi se o razmišljanju kroz dizajn, a ne kroz riječi i o korištenju jezika i strukture dizajna za angažiranje ljudi." Kritički dizajn često se pomiješa sa kritičkom teorijom ili Frankfurtskom školom.

## Definicija
Objekt kritičkog dizajna izaziva predrasude publike, uzrokuje nove načine razmišljanja o predmetu, njegovoj uporabi i okolnoj kulturi. Njegova je štetnost afirmativni dizajn: dizajn koji pojačava status quo. Da bi projekt uspio u kritičkom dizajnu, gledatelj mora biti mentalno angažiran i spreman razmišljati izvan očekivanog i običnog. Humor je važan, ali satira nije cilj.
Mnogi praktičari kritičkog dizajna nikada nisu čuli za sam pojam i/ili bi opisali drugačije svoj rad. Korištenje naziva "kritički dizajn" jednostavno privlači više pozornosti na njega i naglašava da dizajn ima aplikacije koje nadilaze rješavanja problema.
Više je stav nego stil ili pokret; položaj, a ne metoda. Kritički dizajn temelji se na ovom stavu kreativno kritizirajući koncepte i ideologije koristeći izmišljene artefakte kako bi utjelovili komentare o svemu, od potrošačke kulture do #MeToo pokreta. Bez obzira na njegove procese, o kritičkom dizajnu često se raspravlja kao o jedinstvenom pristupu u istraživanju dizajna, možda zbog njegove usredotočenosti na kritiziranje općeprihvaćenih društvenih, kulturnih i tehničkih uvjerenja. Proces dizajniranja takvog objekta, kao i prezentacija i narativ oko samog objekta, omogućuje promišljanje o postojećim kulturnim vrijednostima, moralu i praksama. Pri izradi takvog objekta, kritički dizajneri često koriste klasične procese dizajna - istraživanje, korisničko iskustvo, iteraciju - dok rade na konceptualizaciji scenarija namijenjenih za isticanje društvenih, kulturnih ili političkih paradigmi. Dizajn kao društvena kritika nije nova ideja.

## Povijest
Talijanski radikalni dizajn 1960-ih i 70-ih bio je vrlo kritičan prema prevladavajućim društvenim vrijednostima i dizajnerskim ideologijama.
Pojam "kritički dizajn" prvi je put korišten u knjizi Anthonyja Dunnea Hertzian Tales (1999.) i dalje se razvijao u Design Noir: Tajni život elektroničkih objekata (2001.).
Prema Sandersu, kritički dizajn ispituje "dvosmislene podražaje koje dizajneri šalju ljudima koji zatim reagiraju na njih, pružajući uvid za proces dizajna." Uta Brandes identificira kritički dizajn kao diskretnu metodu istraživanja dizajna i Bowen ga integrira u aktivnosti dizajna usmjerene na čovjeka kao koristan alat za dionike da kritički razmišljaju o mogućim budućnostima.
FABRICA, komunikacijski istraživački centar u vlasništvu talijanskog modnog diva Benetton Group, aktivno je uključen u proizvodnju provokativnih slika i kritičkih dizajnerskih projekata. FABRICA-in odjel za vizualne komunikacije, na čelu s Omarom Vulpinarijem, aktivno sudjeluje u kritiziranju društvenih, političkih i ekoloških pitanja kroz globalne kampanje podizanja svijesti za međunarodne časopise i organizacije poput UN-WHO. Nekoliko mladih umjetnika koji su posljednjih godina producirali projekte kritičkog dizajna u FABRICA-i su Erik Ravello (Kuba), Yianni Hill (Australija), Marian Grabmayer (Austrija), Priya Khatri (Indija), Andy Rementer (Sjedinjene Države) i An Namyoung (Južna Korea).

## Funkcija
Kako bi se propisao dizajnerskoj praksi, kritički dizajn proširuje viziju u dizajnu od tradicionalne prakse. Više nije ograničen na isticanje fizičke funkcije u dizajnu proizvoda, iako to uzrokuje neke nejasnoće u raspravi o kritičnoj funkciji dizajna jer se održava u području dizajna. Matt Malpass bavi se klasifikacijom Larry-ja Liga od pet različitih tipova funkcija: strukturna artikulacija, fizička funkcija, psihološka funkcija, društvena funkcija i kulturno-egzistencijalna funkcija u svom članku, s daljnjom raspravom o tome kako modernizam ostavlja uže razumijevanje fizičke korisnosti kada razmišljamo o funkciji, što dovodi do dvosmislenosti u funkciji kritičkog dizajna. Budući da se kritički dizajn usredotočuje na sadašnje društvene, kulturne i etičke implikacije dizajnerskih objekata i prakse, uglavnom naglašava društveni i kulturni utjecaj svoje funkcije.
Osim toga, kritički dizajnerski objekti imaju mnogo potencijala da doprinesu testiranju ideja tijekom procesa razvoja nove tehnologije. Dok Dunne i Raby izražavaju zabrinutost zbog toga što uvijek nedostaje komunikacija između stručnjaka i šire javnosti koja bi stvorila dvosmjernu raspravu o novoj tehnologiji. Uvijek postoji samo jednosmjerni protok od stručnjaka do javnosti. Kritički dizajn pruža pozornicu za davanje scenarija, dovršava dijalog između stručnjaka i opće javnosti i pomaže u prikupljanju povratnih informacija od javnosti za daljnja poboljšanja prije nego što ideja ode predaleko za bilo kakve promjene.

## Kritička videoigra
Istraživačica Mary Flanagan napisala je Critical Play: Radical Game Design 2009., iste godine kada je Lindsay Grace pokrenula projekt Critical Gameplay. Projekt Critical Gameplay međunarodno je izložena kolekcija videoigara koje primjenjuju kritički dizajn. Videoigre izazivaju pitanja o načinu na koji su igre dizajnirane i igrane. Kritička videoigra, Wait, nagrađena je nagradom Games for Change Hall of Fame jer je bila jedna od 5 najvažnijih videoigara za društveni utjecaj u 2003. godini. Rad je prikazan na Međunarodnom festivalu elektroničkog jezika, Konferenciji o igrama, učenju i društvu, Konferenciji o ljudskim čimbenicima u računalnim sustavima među ostalim značajnim događajima.

## Kritike
Kako je kritički dizajn stekao popularnost, neki su kritizirali disciplinu zbog dramatizacije takozvanih 'distopijskih scenarija', što zapravo može biti odraz stvarnih životnih uvjeta na nekim mjestima u svijetu. Neki kritički dizajn smatraju ukorijenjenim u strahovima bogatog, urbanog, zapadnog stanovništva i neuspješnog u suočavanju s postojećim društvenim problemima. Kao na primjer, projekt pod nazivom Republika salivacija, dizajnera Michaela Burtona i Michiko Nitta, prikazan kao dio MoMA-ine serije Design and Violence, prikazuje društvo koje muči prenaseljenost i nestašica hrane koje se oslanja na jako modificiranu, državnu hranu, hranjivi blokovi. Određeni medijski odazivi na djelo ukazuju na "pretpostavljenu naivnost projekta", koji predstavlja scenarij koji bi "nekome mogao biti distopijski, ali u nekim drugim dijelovima svijeta je stvarnost već desetljećima".

## Kritička priznatost
U znak priznanja za formalizaciju polja, Anthony-ju Dunneu i Fioni Raby uručena je inauguralna nagrada MIT Media Lab u lipnju 2015., a direktor Joichi Ito istaknuo je da je "pionirski pristup kritičkom dizajnu i njegovo sjecište sa znanošću, tehnologijom, umjetnosti i humanističkom znanosti promijenili su krajolik dizajnerskog obrazovanja i prakse dizajna diljem svijeta."

## Razlike s konceptualnom umjetnošću
Konceptualna umjetnost ima vrlo sličnu ulogu kao kritički dizajn jer oboje dijele kritičke perspektive javnosti i komentatori su problema, javnost bi mogla biti zbunjena prilikom razumijevanja ova dva različita polja. Međutim, Matt Malpass ističe da kritički dizajner i dalje primjenjuje vještine iz obuke i prakse dizajnera, ali te vještine preusmjerava s fokusa na praktične ciljeve na fokus na dizajnerski rad koji funkcionira simbolički, kulturno, egzistencijalno i diskurzivno. Kritički objekti dizajna izrađeni su upravo na temelju načela dizajna i pažljivo prate proces istraživanja dizajna i dizajna. Također, kritički dizajnerski objekti uvijek ostaju blizu svakodnevnom životu ljudi. Obično se testiraju na stvarnim ljudima i dobivaju povratne informacije za daljnji razvoj. Konceptualna umjetnost obično se povezuje s galerijskim prostorom i uglavnom nastoji primijeniti umjetničke medije u tom procesu.

## Izložbe
- Dizajn i nasilje (MoMA), 2013.
- Pričaj mi (MoMA), 2011.